# Psorodonotus pancici
Psorodonotus pancici är en insektsart som beskrevs av Brunner von Wattenwyl 1861. Psorodonotus pancici ingår i släktet Psorodonotus och familjen vårtbitare. Inga underarter finns listade i Catalogue of Life.